# Trindade, Goiás
Trindade är en stad och kommun i Brasilien och ligger i delstaten Goiás. Den är en förortskommun till Goiânia och hade år 2014 cirka 115 000 invånare. Kommunen har två separata befolkningscentran: centralorten (ca 57 000 invånare 2010) samt ett område i öster (cirka 38 000 invånare 2010) som är sammanväxt med Goiânia.